# عيد ميلاد بوذا
عيد ميلاد بوذا هو عيد ميلاد الأمير غاوتاما بوذا، وهو تقليد غالباً ما يحتفل به في شرق آسيا في الثامن من الشهر الرابع من التقويم الصيني، وهو عيد رسمي في هونغ كونغ، ماكاو، وكوريا الجنوبية. يختلف هذا اليوم عند تحويله إلى التقويم الغريغوري والقائمة التالية توضح موعد العيد في سنوات العصر الحالي:
- 2003: 8 مايو
- 2004: 26 مايو
- 2005: 15 مايو
- 2007: 24 مايو
- 2008: 12 مايو
- 2009: 2 مايو
- 2010: 21 مايو
- 2011: 10 مايو
- 2012: 28 مايو
- 2013: 17 مايو
- 2014: 6 مايو
- 2015: 25 مايو

## اليابان

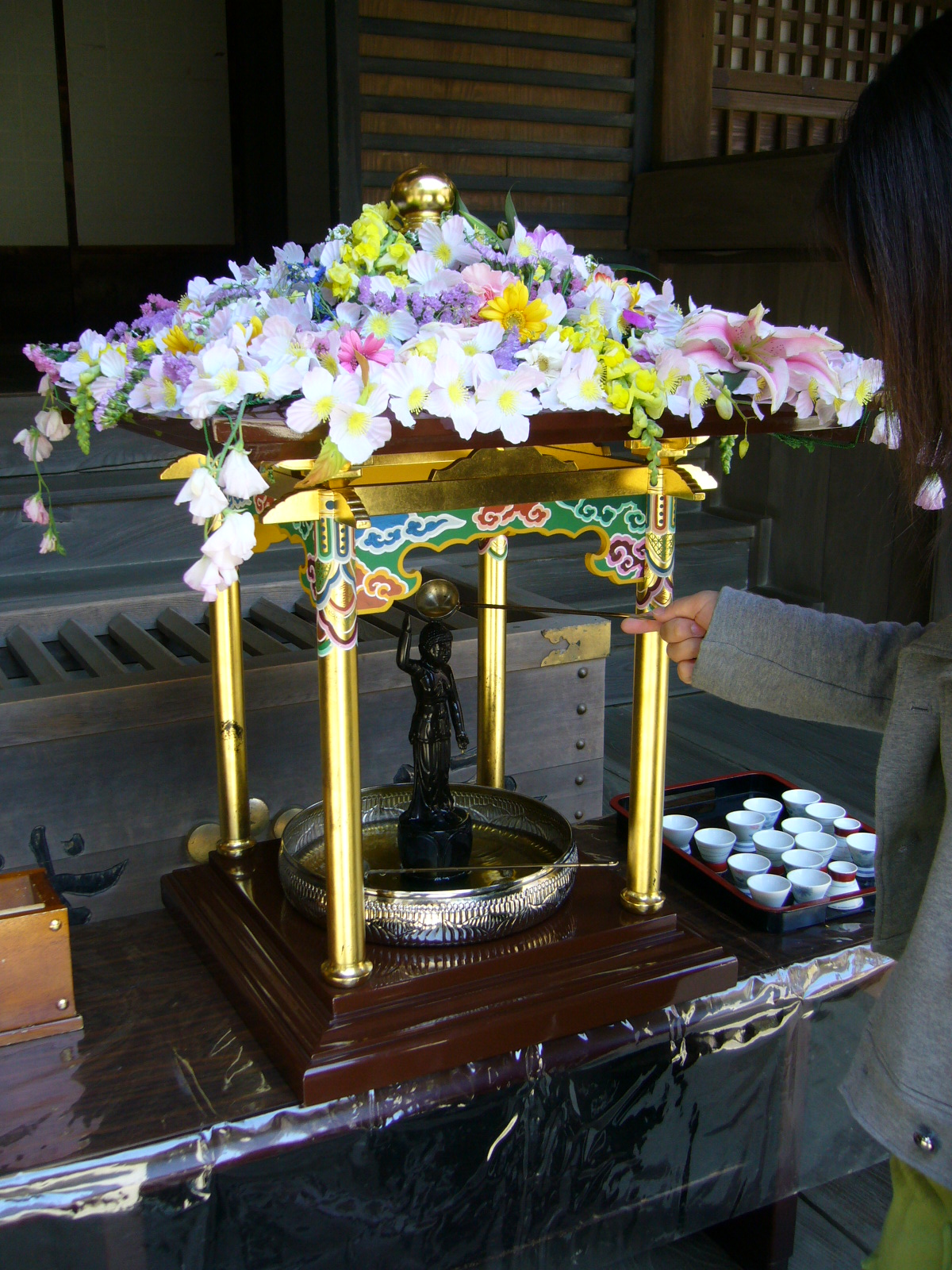
هاناماتسوري في اليابان

يحتفل بعيد ميلاد بوذا في اليابان في 8 أبريل ولكنه ليس عيداً رسمياً. في هذا اليوم تحتفل المعابد البوذية بأعياد يختلف اسمها من معبد لآخر 灌仏会 (كانبوتسو-أي)، 降誕会 (غوتان-أي)، 仏生会 (بوشو-أي)، 浴仏会 (يوكوبوتسو-أي)، 龍華会 (ريوغه-أي)، 花会式 (هاناإيشكي). عقد أول عيد لميلاد بوذا في اليابان عام 606 في معبد أسوكا في نارا. تتمثل طقوس الاحتفال بعيد ميلاد بوذا بصب ماء معطر بنوع خاص من الزهور على تمثال صغير لبوذا مزين بالزهور، وهذا يمثل غسل الطفل المولود حديثاً.

## كوريا

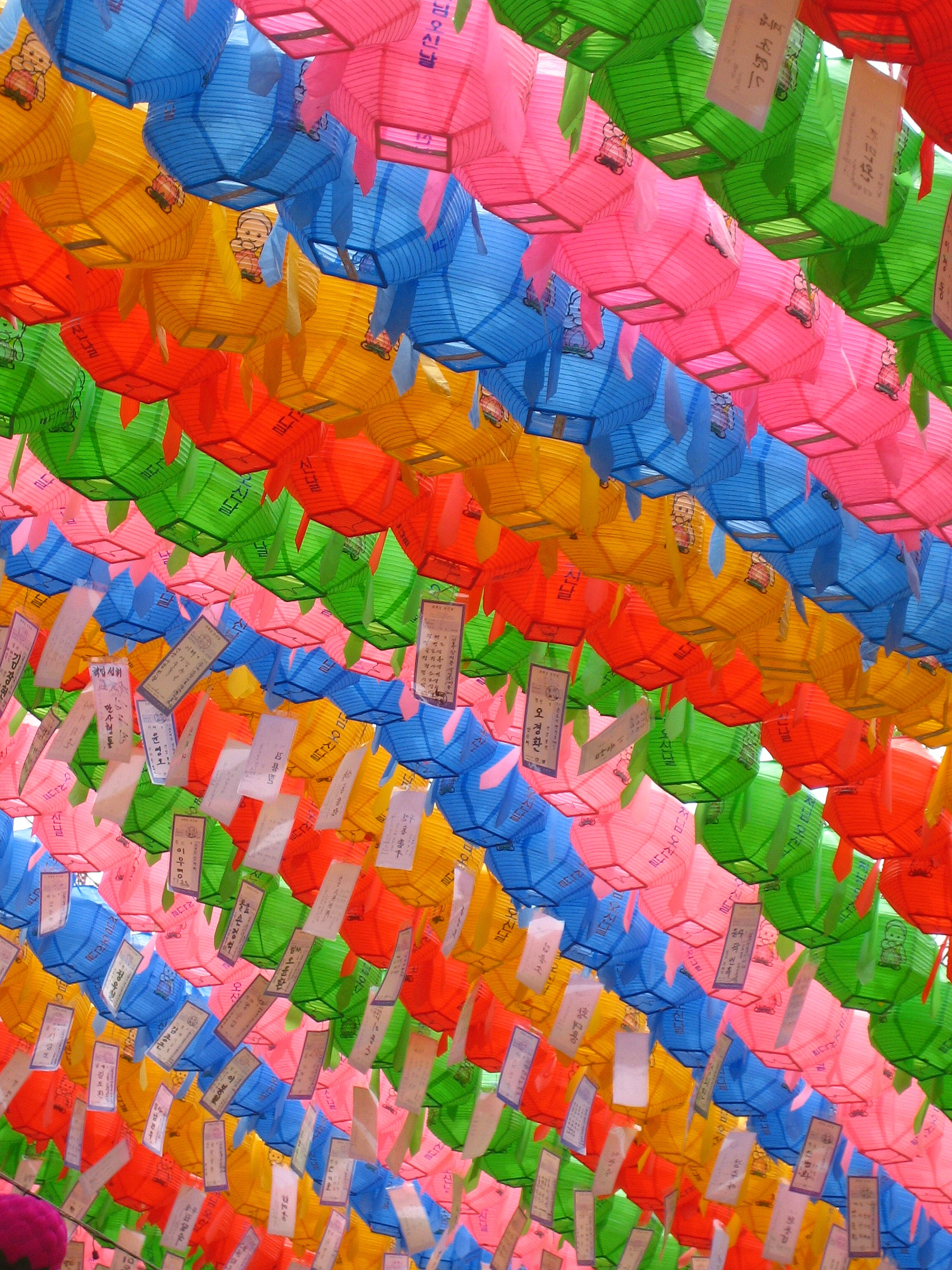
زينة الفوانيس الملونة في احتفالات كوريا الجنوبية بعيد ميلاد بوذا

يحتفل في كوريا بعيد ميلاد بوذا على التقويم القمري وهو يعتبر من الأعياد الرسمية في كوريا.

## تايلاند
يطلق على عيد ميلاد بوذا في تايلاند اسم فيساك، ويعتبر من أهم مهرجانات السنة ويوافق عيد الشجرة في تايلاند.